# 基隆市輔大聖心高級中學
天主教基隆市輔大聖心高級中學，全名輔仁大學學校財團法人基隆市輔大聖心高級中學，簡稱輔大聖心、輔大聖中或聖心高中，是位於台灣基隆市中山區飛鳳山麓的完全中學，由姚宗鑑神父創辦，現為輔大學校法人所屬兩所正式學校之一。
輔大聖心為天主教會學校，擁有高中部（普通科、技術類科）、國中部、附設小學、附設幼兒園等學制，並毗鄰基隆耶穌聖心堂，構成了幼兒園至高中階段的一貫教育體系，世稱「堂校合一」、「四代同堂」。為有別於新北市八里區、同為天主教會創辦的「聖心女中」，一般又將該校稱為基隆聖心。

## 簡介
輔大聖心高級中學（前身聖心工商）由原籍浙江樂清的姚宗鑑蒙席於1969來台後創立，同一校區內的聖心小學、幼兒園以及校區側旁的聖心天主堂皆由其創立，其後二年大興土木，建築教學大樓，設立工廠，充實教學設備、延聘優良師資。姚宗鑑蒙席亦曾在1970年代於基隆市南榮公墓對面的山坡地購地以成立技術學院，但當時未獲中華民國教育部核准而作罷。2012年8月1日連同校區內的聖心高中、高職、國中、小學、幼兒園正式歸屬於輔仁大學。
創辦人姚宗鑑蒙席於1990年2月因病退休，校長由原教務主任施宜材接任。
1995年經台灣省教育廳核准附設國中部、招收國中生一年級新生三班，成為「完全中學」。
2003年8月1日，由池易釧承先啟後接掌校長職務。
2009年8月1日由教務主任魯和鳳接任校長。
2013年，由楊如晶接任校長。
2019年，由葉舜益接任校長。
- 1969年，姚宗鑑蒙席在基隆市飛鳳山麓籌設聖心高級工商職業學校（簡稱聖心工商），並經台灣省政府教育廳核准立案。
- 1971年，聖心工商開始招生，當時設有機械、電機、商業三科。
- 1972年，聖心工商附設補習學校成立。
- 1990年，增設高中普通科，並改名為聖心高級中學。
- 1995年，奉准成立國中部，並於同年開始招生。
- 2009年，天主教輔仁大學董事會同意將聖心高級中學併入輔大[3]。
- 2012年8月1日，聖心高級中學更名為輔大聖心高級中學[4]。
- 2019年2月1日，完成中學、小學、幼兒園合併案。
- 2022年8月1日，111學年度高職部全面停招，原高職部在校生就讀至畢業。

## 教學單位
- 職業類科（已停招）

1. 汽車科
2. 餐飲管理科

- 普通科（雙語教學）
- 國中部（雙語教學）
- 國小部
- 幼兒園

聖心創校時設有機械、電機、商業、會計統計四科，並曾設有廣告設計科，但目前皆已停招。其中，聖心的廣告設計科在停招前，在大基隆地區頗負盛名，是聖心的「招牌」科別。

## 歷任校長
| 任別 | 任期             | 姓名   | 備註 |
| ---- | ---------------- | ------ | ---- |
| 1    | 1971年 － 1990年 | 姚宗鑑 | 神父 |
| 2    | 1990年 － 2003年 | 施宜材 | 先生 |
| 3    | 2003年 － 2009年 | 池易釧 | 先生 |
| 4    | 2009年 － 2013年 | 魯和鳳 | 女士 |
| 5    | 2013年 － 2019年 | 楊如晶 | 女士 |
| 6    | 2019年 － 2021年 | 葉舜益 | 先生 |
| 7    | 2021年 － 現任   | 孔令堅 | 先生 |

## 聖心校區內各設施
聖心中學和聖心小學，有時會合稱為「聖心中小學」，這也是台灣許多學校家族的通稱方法，如再興、立人、復興等私校皆是。
為了避免聖心校區內不同學制的彼此干擾，並促進校園內資源分享，聖心學校另有設立「教務督導委員會」，各級學校有重大事務及活動時，由該委員會協調及處理。而學校旁的聖心天主堂與學校關係密切，聖心中小學與聖心天主堂在昔日號稱「堂校合一」、「四代同堂」。
- 基隆耶穌聖心堂（西定路天主堂）

1956年於安樂區西定河旁的雲源巷創堂，1963年遷至西定路現址
- 聖心學校

1. 聖心幼稚園（1962年創校）
2. 聖心小學（1965年創校）
3. 聖心中學（含國中、高中、高職）

- 玫瑰聖母園

位在學校後山，原為基隆市政府徵收聖心校地所修築的產業道路，但因無法銜接山下其他道路，故只完成部份路段。後來校方將這條緊鄰校舍的未完成道路開闢成一座朝聖地式的長條狀花園，並於2000年千禧年完工。在花園的尾端，置有一尊聖母手抱小耶穌的「玫瑰聖母」大聖像。

## 與輔仁大學合併案
2008年起，聖心中小學傳出將歸併於天主教輔仁大學的傳言。2008年6月20日，校長池易釧發表《給聖心中學家長的一封信》公開信，證實聖心中小學正與輔大討論合併事宜。經過近兩年的協商與準備後，輔仁大學董事長劉振忠總主教與聖心中學暨小學董事長姚宗鑑蒙席在2010年8月11日正式簽約，確定將進行輔仁大學、聖心中學、聖心小學三方之財團法人合併。三校原有之董事會將解散，籌組「輔仁聖心董事會」，原有教職員工將全部結算年資重新聘用。至2011年8月1日、也就是民國101學年度開始後，聖心中學與聖心小學正式成為輔仁大學的附屬學校，其校名之前也同步加上「輔大」兩字。
於2019年2月1日完成中學、小學、幼兒園合併案。

## 姊妹校
- 日本：八戶聖吳甦樂學院高等學校（參見： 八戶聖吳甦樂學院中學校・高等學校（日语：八戸聖ウルスラ学院中学校・高等学校））[7]
- 日本：聖吳甦樂學院英智高等學校（參見： 聖吳甦樂學院英智小學校・中學校・高等學校（日语：聖ウルスラ学院英智小学校・中学校・高等学校））[8]
- ：現代青雲高等學校（朝鲜语：현대청운고등학교）
- ：居昌大成中學校（朝鲜语：거창대성중학교）
- 印度尼西亞：聖勞倫西亞學校

## 外部連結
- 輔大聖心高級中學 （页面存档备份，存于）
- 輔仁大學學校財團法人 （页面存档备份，存于）